# 明治大学和泉キャンパス

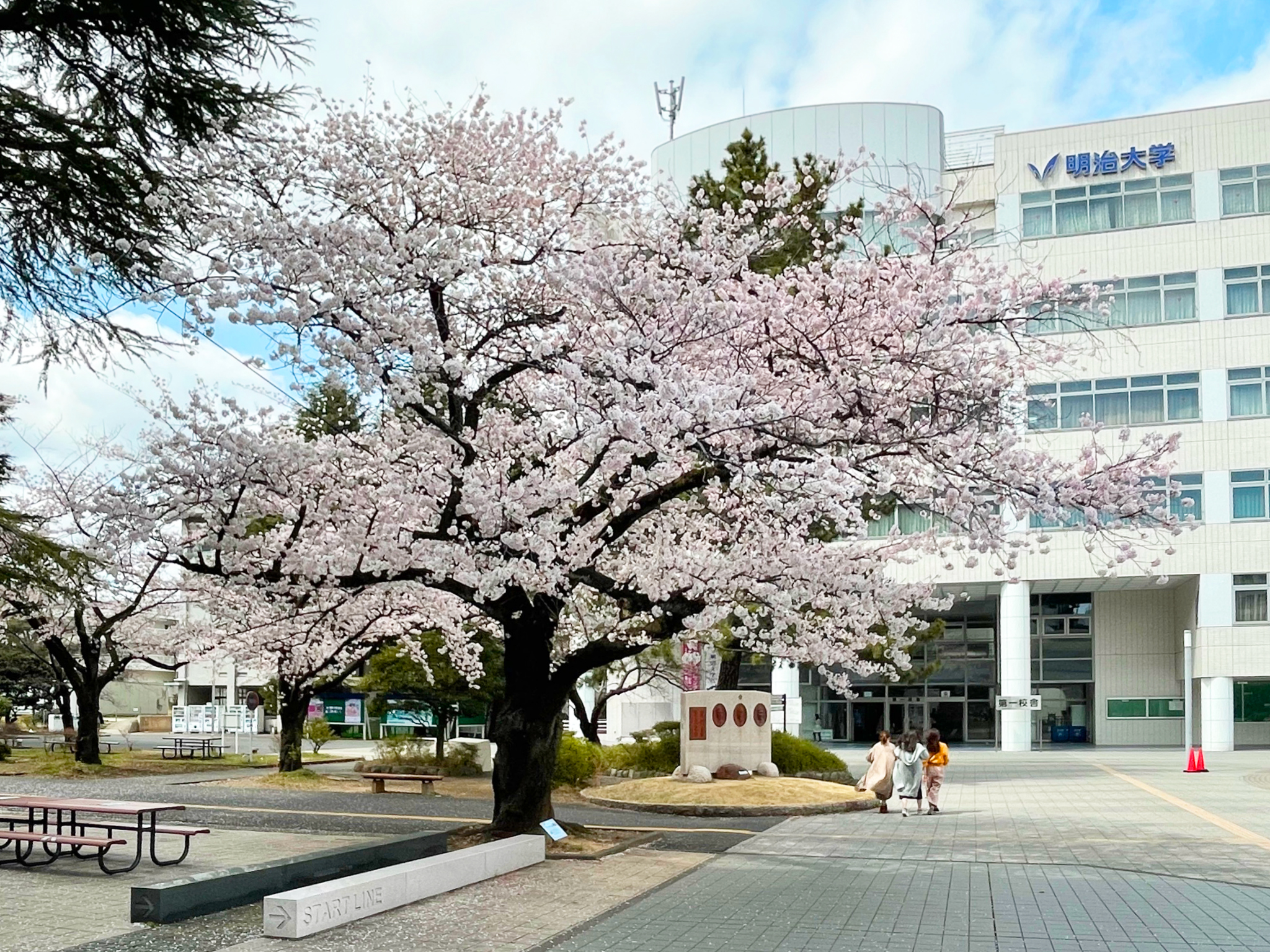
和泉キャンパス第1校舎

明治大学和泉キャンパス（めいじだいがくいずみキャンパス）とは、東京都杉並区永福にある明治大学のキャンパスである。
敷地面積は80,226.91㎡。

## 使用学部・研究科
- 法・商・政治経済・文・経営・情報コミュニケーション各学部の1、2年生
- 大学院教養デザイン研究科

学生の間では、駿河台への進級後に和泉の必修科目を再履修することを「和泉返し」、留年することを「和泉止まり」と呼ぶ。

## 歴史
明治大学では1923年（大正12年）の関東大震災で駿河台校舎が全焼したことから、狭隘な駿河台を離れて郊外に移転すべきだとの理事会からの提案を受け、箱根土地株式会社との間で北多摩郡小平村に移転するとの契約を締結した。しかし、震災復興資金の集まりが悪かったのと、商議委員や校友、教員、学生からの異論が噴出したことにより、1925年（大正14年）9月30日の商議委員会で「本大学敷地案撤回の件」が承認され、箱根土地との契約は破棄された。

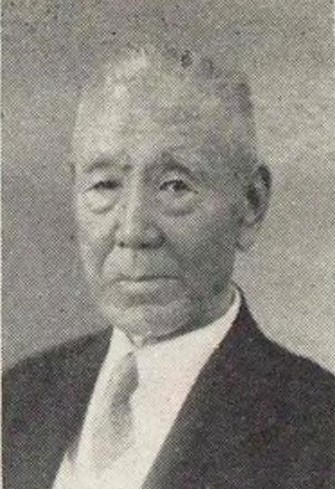
井上篤太郎

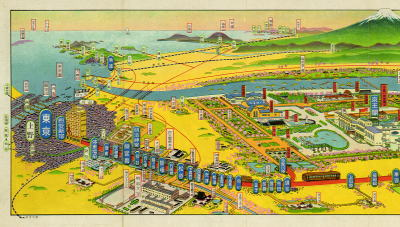
「京王電車沿線名所図絵」（1936年）
（明大予科の郊外誘致は京王電軌の経営戦略の一環だったことがわかる。）

その後、駿河台では記念館などの再建が進んだものの、教室の狭小問題が根本的に解決されたわけではなかったため、1930年（昭和5年）1月28日の商議員会で予科校舎の和田堀町和泉新田旧火薬庫跡地への移転を決定した。同地は江戸時代から武庫司所管の「御焔硝蔵」があった場所で、維新後も陸軍省の「火薬庫敷地」として利用されていた。なお、同地の買収の際に京王電気軌道社長井上篤太郎（明大推薦校友で1934年から明大専務理事）の尽力があったことが知られており、1935年（昭和10年）には予科校舎の最寄り駅として明大前駅が移転開業し、帝都電鉄とともに連帯運輸を開始した。
買収後は和泉総合グランド（または予科グランド、和田堀グランド）として先行使用され、野球部の合宿所も駒沢から移転した。1934年（昭和9年）3月24日に予科校舎が竣工し、翌月の新学期から予科の授業は始まった。その後、1939年（昭和14年）までに武道場、講堂、図書館も順次整備されていったが、戦時中には軍の徴用によって予科は再び駿河台校舎に移転することになり、1945年（昭和20年）4月26日と5月25日の空襲では駿河台よりも甚大な被害を受けるという苦難にも見舞われた。
戦後は文系5学部（法・商・政経・文・経営）教養課程のキャンパスとなり、平成期に入ると新たに情報コミュニケーション学部の1、2年生と国際日本学部の全学年がこの地で学ぶこととなったが、中野キャンパスの開設（2013年）により国際日本学部は和泉を離れ、現在に至る。

## 年表

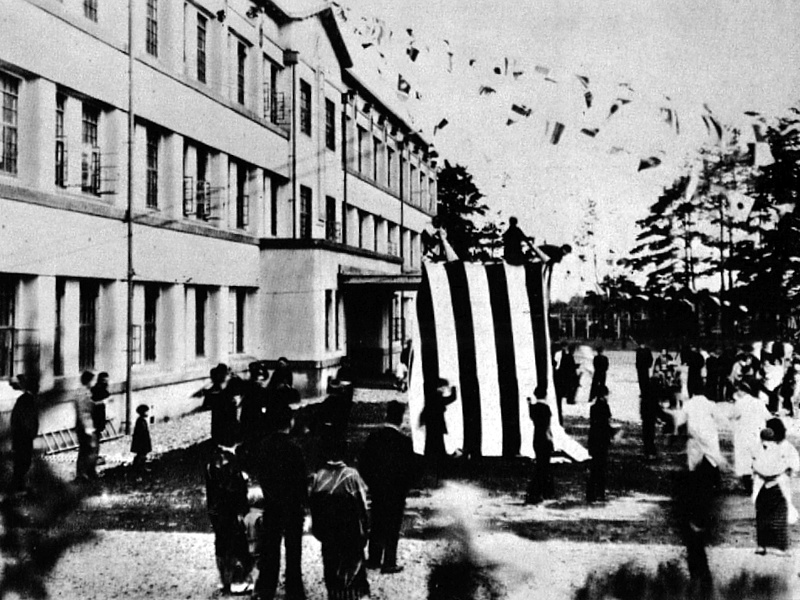
予科移転祭兼体育デー
（1934年11月）

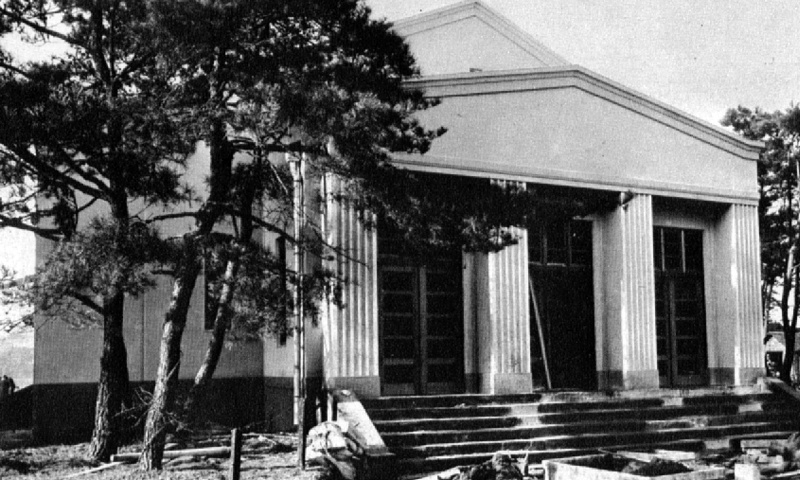
予科講堂

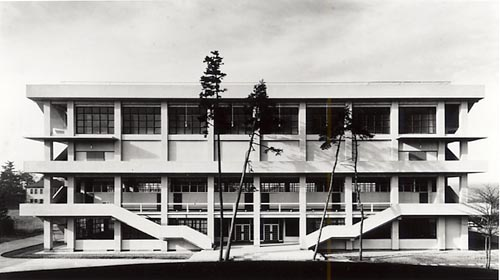
体育館（のちの第4校舎）

- 1923年（大正12年） - 関東大震災で駿河台校舎が壊滅[16]。
- 1924年（大正13年） - 小平移転問題紛糾（～25年）[2]。
- 1930年（昭和05年） - 和田堀町和泉新田旧火薬庫跡地を購入[5]、和泉総合グランド開設。
- 1934年（昭和09年） - 予科校舎竣工。「予科移転祭兼体育デー」[17]を開催（今日の明大祭の源流）。
- 1935年（昭和10年） - 明大前駅開業。予科武道場（揖譲館）竣工[18]。
- 1938年（昭和13年） - 予科校庭に故・飯塚国五郎少将（元明大予科配属将校）の留魂碑を建立[19]。
- 1939年（昭和14年） - 予科講堂および図書館竣工[20]。
- 1944年（昭和19年） - 予科校舎が東京師団経理部に徴用され、予科は駿河台に移転[21]。
- 1945年（昭和20年） - 空襲により予科講堂など全焼[22]。
- 1946年（昭和21年） - 予科校舎の徴用終了[13]。
- 1949年（昭和24年） - 新制明治大学が発足し、法・商・政経・工・農各学部1年生のキャンパスとなる[23]。
- 1951年（昭和26年） - 和泉第1校舎を3階建てから4階建てに増築[23]。農学部が生田に移転[24]。
- 1952年（昭和27年） - 工学部1、2年生が駿河台に移転し[25]、和泉は法・商・政経各学部1、2年生のキャンパスとなる[26]。
- 1956年（昭和31年） - 体育館（のちの第4校舎）竣工[27]。
- 1959年（昭和34年） - 図書館和泉分館竣工[27]。
- 1960年（昭和35年） - 文・経営各学部の1、2年生が和泉に移転[28]、第2校舎および第1学生会館竣工。安田火災グラウンドを借用（1964年に購入）[27]。
- 1961年（昭和36年） - 野球部合宿所が調布に移転[29]。
- 1965年（昭和40年） - 第3校舎竣工[30]。
- 1967年（昭和42年） - 第2学生会館竣工[31]。
- 1982年（昭和57年） - 厚生会館竣工[32]。
- 1985年（昭和60年） - 第2研究棟および視聴覚棟（のちのリエゾン棟）竣工、和泉校舎創設50周年記念式典を挙行[32]。
- 1987年（昭和62年） - 和泉図書館増築竣工[33]。
- 1988年（昭和63年） - 第1校舎竣工[33]。
- 1993年（平成05年） - 新第1学生会館（学生食堂、和泉の杜）竣工[33]。
- 1996年（平成08年） - 総合体育館西棟竣工[33]。
- 1998年（平成10年） - 図書館和泉分館を和泉図書館と改称[34]。
- 2004年（平成16年） - 情報コミュニケーション学部設置[33]。
- 2005年（平成17年） - メディア棟竣工[35]。
- 2008年（平成20年） - 国際日本学部設置[33]。大学院教養デザイン研究科設置[36]。
- 2009年（平成21年） - 和泉インターナショナルハウス竣工[37]。
- 2010年（平成22年） - 総合体育館東棟竣工[38]。
- 2012年（平成24年） - 和泉新図書館竣工[39]。
- 2013年（平成25年） - 国際日本学部が中野キャンパスに移転[15]。
- 2019年（平成31年） - 明治大学グローバル・ヴィレッジ（MGV）竣工[40]。
- 2022年（令和04年） - 和泉ラーニングスクエア竣工[41]。

## 施設

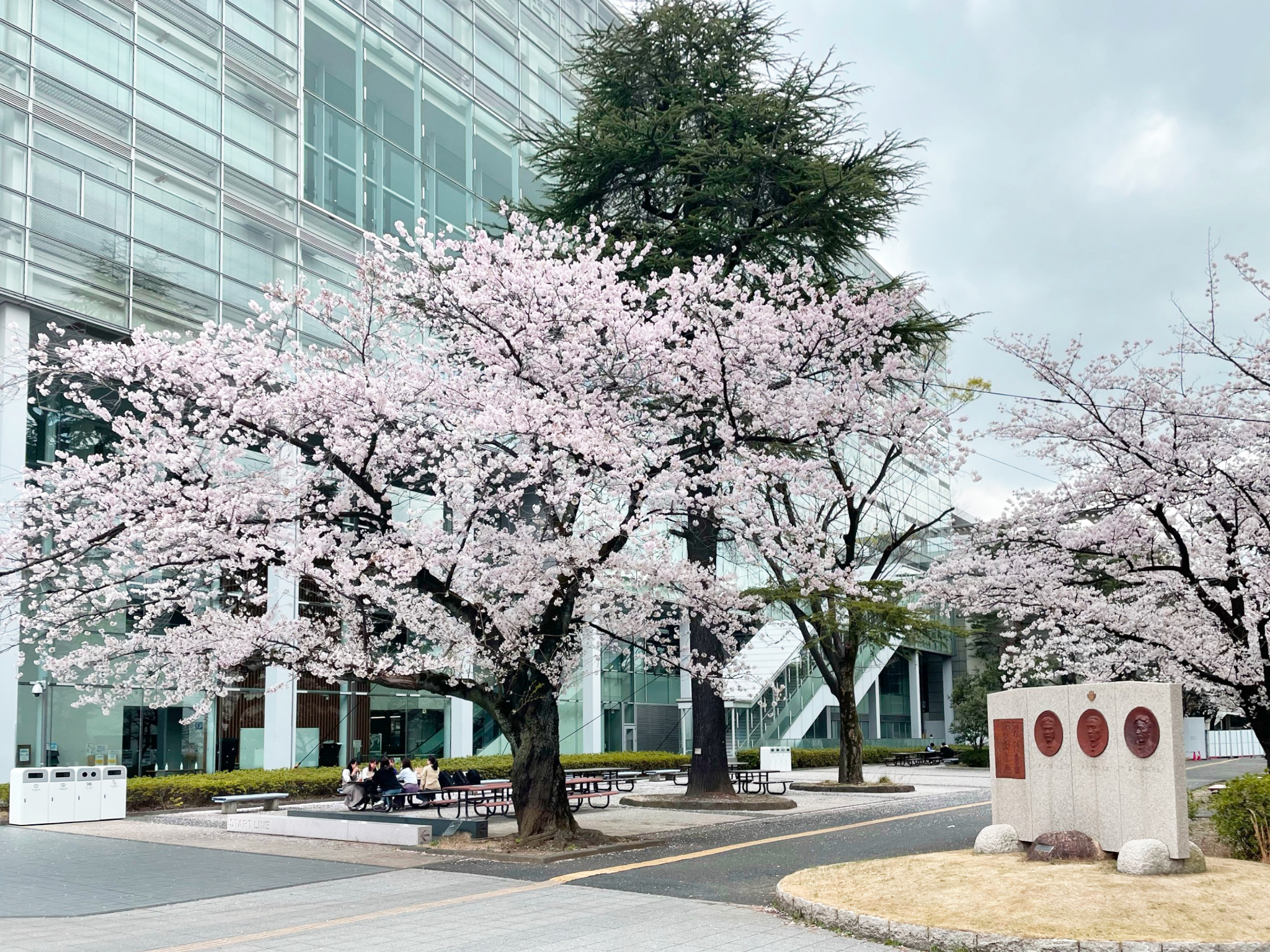
メディア棟と創立者レリーフ

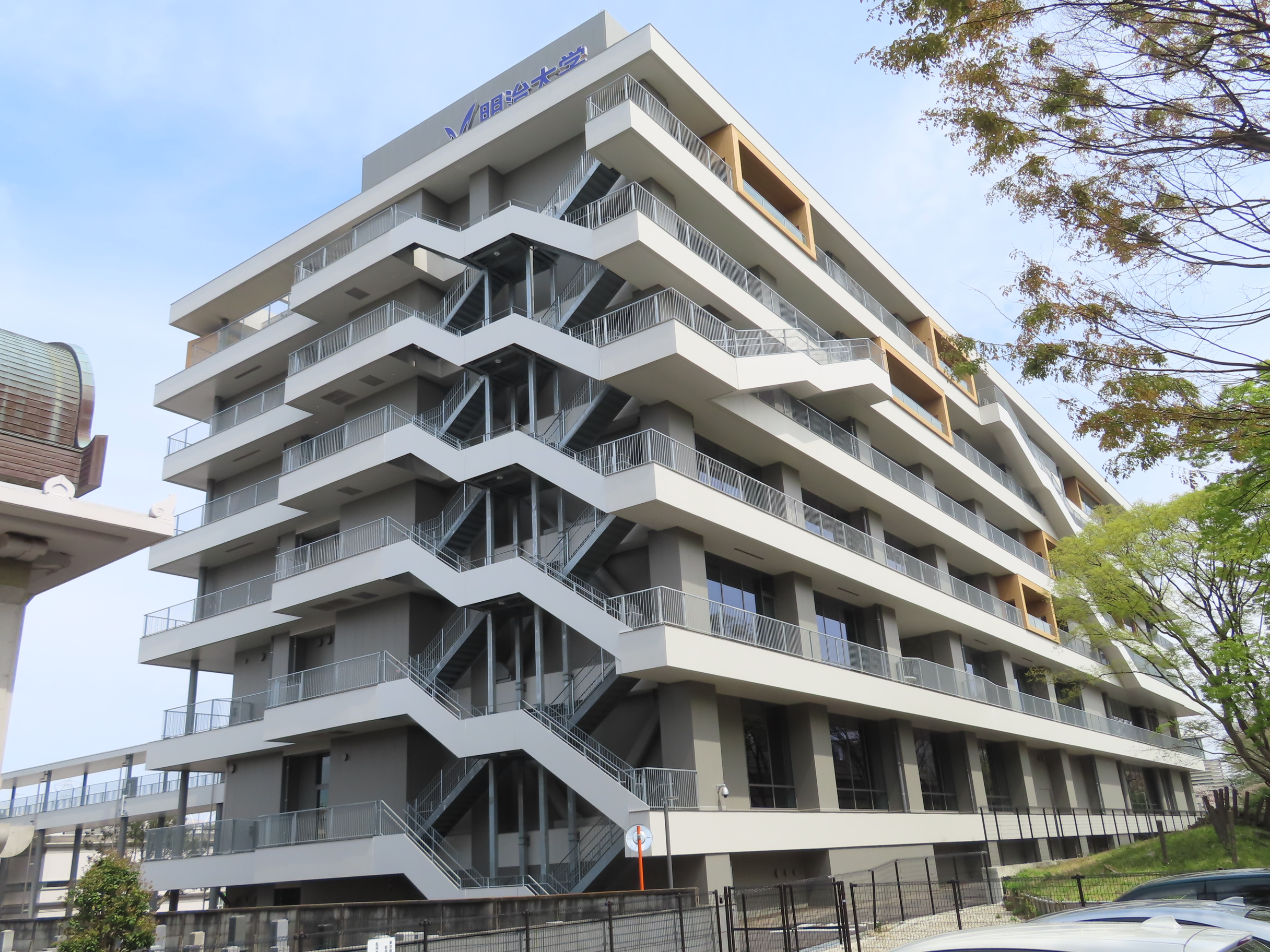
和泉ラーニングスクエア

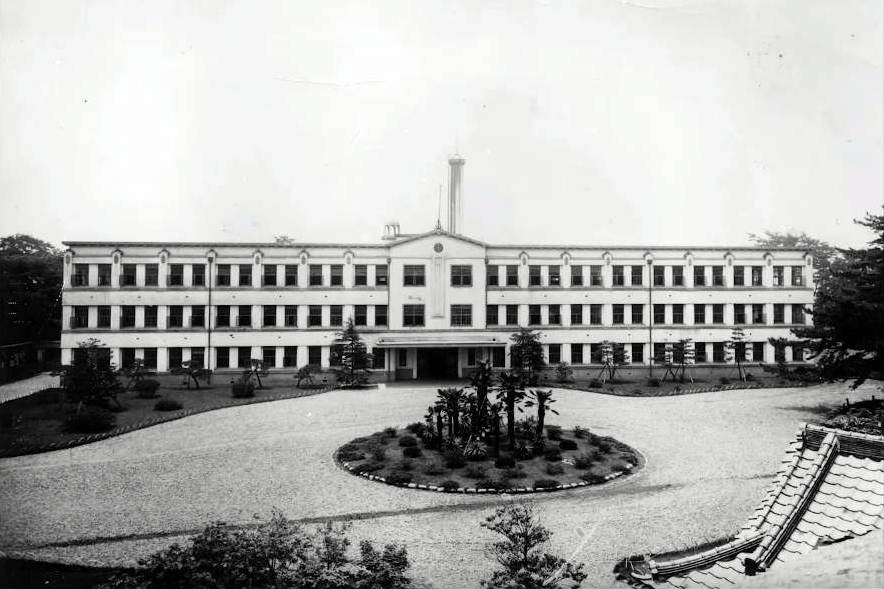
旧予科校舎（1934年竣工）

- 第1校舎

1988年（昭和63年）竣工。設計および監理：山下設計、施工：戸田建設、鴻池組、清水建設の共同企業体。地下1階、地上6階、塔屋1階。建築面積3,661m2、延床面積：17,733m2、建物高さ27.35m。最高軒高26.75m。
事務室、診療所、学生相談室、50以上の各種教室、情報処理教育施設、多目的実習室、自然科学実験室、教職員ホール、国際交流ラウンジなどを有する。
1階ホールはキャンパスの軸線を引き込んだ位置にあり、さらに4階まで吹き抜けとなるアトリウムを加えたことで広々とした印象を受ける。
- メディア棟

2005年（平成17年）竣工。地下1階・地上7階建て。建築面積：2,446m2、延床面積：13,400m2。
情報コミュニケーション学部新設にともなう学生数増加と、ITなどの最新メディア教育に対応する校舎として建設された。
- リエゾン棟

1985年（昭和60年）竣工。当初は視聴覚棟。地上3階建て。延床面積：650m2。主に大学院の授業用。
- 創立130周年記念和泉図書館

2012年（平成24年）3月竣工。設計：松田平田設計、施工：清水建設。地上4階建て。建築面積：2,644m2、延床面積：8,856m2。
滞在型図書館としての機能を重視し、1,200の閲覧席に加えて共同閲覧室、グループ学習室、各種講座用ホールやギャラリー、カフェなどを併設。2013グッドデザイン賞、建築業協会による第56回（2015年）BCS賞などを受賞した。
キャンパス正門と正門正面のセンタープラザ、知の庭と呼ばれる前庭の整備も同時に行われた。
- 明大マート

1階に売店、2階に三省堂書店明治大学和泉店が入る。建物右隣の土塁は旧火薬庫時代の遺構のひとつである。
- 第2学生会館

1967年（昭和42年）竣工。地下1階、地上4階建て。延床面積：2,159m2。堀口捨己設計、通称新学館。
- 部室センター

A棟（通称新々学館）、B棟、C棟からなる。
- 総合体育館

- 西棟

1996年（平成8年）竣工。延床面積：約13,820m2。
メインホール・サブホール・卓球場・フィットネスルーム・室内プール・クライミングウォール・講義室・更衣室等を設置。
- 東棟

2010年（平成22年）竣工。延床面積約2,599m2。
多目的スポーツルーム・ゴルフ練習場・ラウンジ・ミーティングルーム・更衣室を設置。
- 和泉の杜（新第1学生会館、学生食堂）

1993年（平成5年）竣工。設計および監理：茜設計、施工：戸田建設。建築面積：1292.40m2、延床面積：3285.06m2。地上3階建て。
1階では定食や丼物など、2階は麺類を提供し、3階はフリースペースとなっている。
- 創造の泉

中庭の泉を中心にして通路が放射状に広がっている。
- 研究棟

1972年（昭和47年）竣工。地下1階、地上3階建て。延床面積：2,848m2。
- 第2研究棟

1985年（昭和60年）竣工。地上2階建て。延床面積：603m2。
- 創立者レリーフ

創立130周年記念事業の一環として、2012年（平成24年）に設置。
- 和泉インターナショナルハウス

2009年（平成21年）3月竣工。設計監理：INA新建築研究所、施工：フジタ。地上3階建て。
留学生および招聘研究者用宿舎。
- グラウンド

1964年（昭和39年）に安田火災海上保険グラウンドを購入。なお戦時中に同グラウンドを軍事教練用に借用したこともあった。総合体育館の建設によって以前よりも狭くなった。
- グローバル・ヴィレッジ（MGV）

2019年（平成31年）竣工。事業主：共立メンテナンス、設計監修：共立エステート、設計監理：石本建築事務所、施工：福田組。地上3階建て。
外国人留学生と日本人学生が国際コミュニティを形成する「学びの場」として位置づける。
- 和泉ラーニングスクエア

2022年（令和4年）竣工。地上8階建て。設計：松田平田設計、施工：戸田建設。建築面積：2,662m2、延床面積：12,242m2。2024年第65回BCS賞受賞作品。
第2校舎南側に建設された新教育棟。
- 飯塚先生留魂之碑

戦前の明大予科で配属将校を務めた飯塚国五郎大佐（戦死後少将に進級）の留魂碑。和泉の杜の西側にあるが、キャンパスの案内板にも表示されておらず、明大関係者でも知る人は少ないという。
旧施設
- 旧第1校舎

1934年（昭和9年）竣工の旧予科校舎。建設当初は3階建てだったが、1951年に4階建てに増築した。現在の第1校舎新築により1989年に解体された。跡地にはメディア棟が建てられた。
- 第2校舎

1960年（昭和35年）竣工。地上3階（一部4階）建て。延床面積：6,646m2。堀口捨己設計。校舎の外壁を巨大なスロープが取り囲んでいるのが特徴で、8つの大教室を設置。「DOCOMOMO JAPAN選定 日本におけるモダン・ムーブメントの建築100選」に選定された（2003年）。
- 第3校舎

1965年（昭和40年）竣工。地上4階建て。延床面積：3,194m2。小教室中心で、主に語学などに使用された。
- 第4校舎（体育館）

1956年（昭和31年）竣工。地上3階建て。延床面積：3,084m2。堀口捨己設計。
- 1階 - ボクシング室・レスリング室・重量挙室の他に事務室・器材室・講義室・教員室・研究室・更衣室
- 2階 - 柔道室・剣道室・卓球室・体操室
- 3階 - 籠球室（器械体操を含む）

## アクセス
京王線・ 井の頭線 明大前駅から徒歩5分ほど。和泉キャンパスの必修科目を取りこぼして「和泉返し」となった場合でも、駿河台-和泉間の移動時間は30分程度で済む。

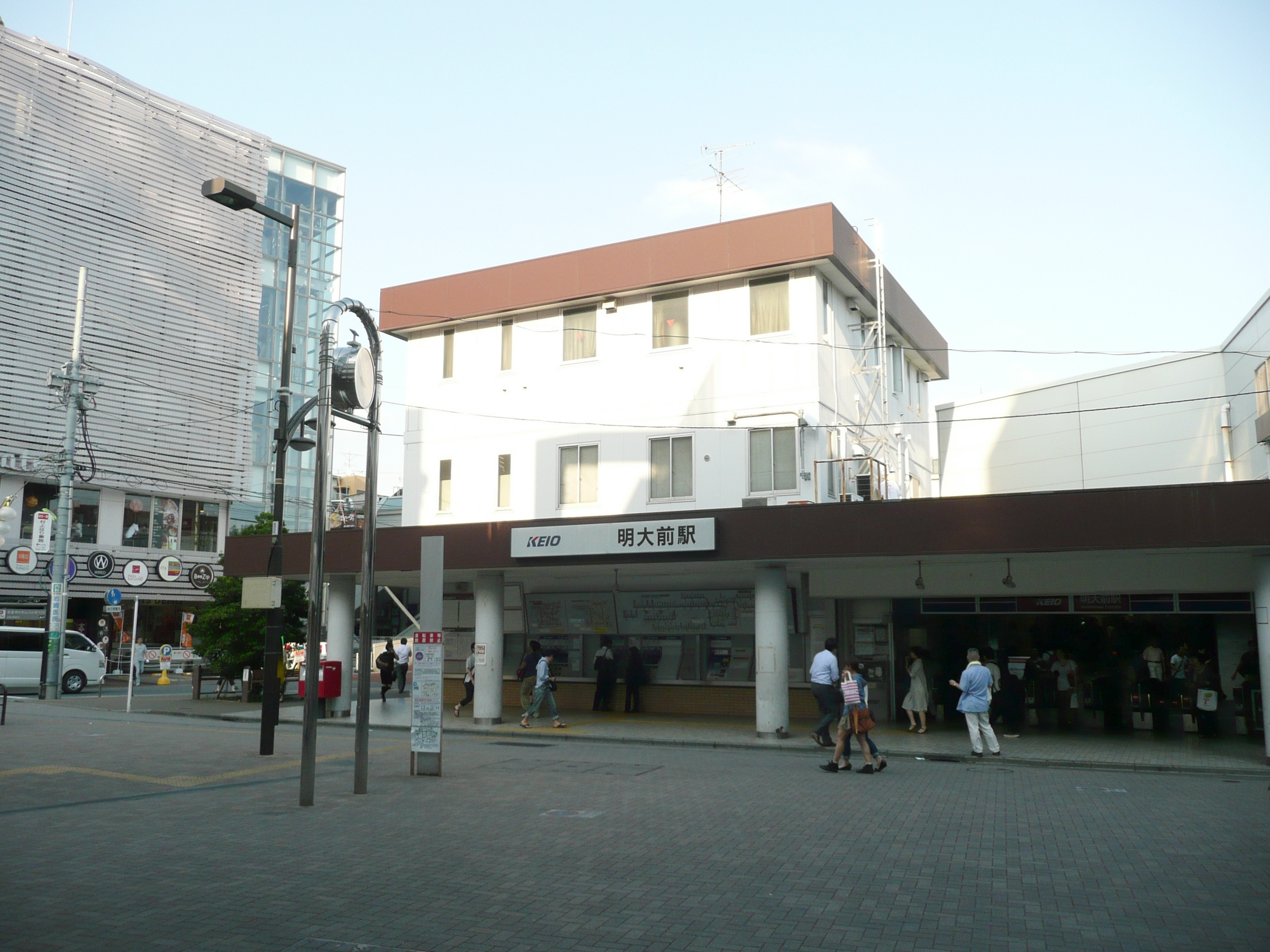
明大前駅

明大前駅-甲州街道間の通学路（都市計画道路補助第154号線）はかつては道幅が狭く、通学時間帯になると大混雑が発生していたが、2006年（平成18年）に拡幅工事が完了し、明大前商店街振興組合連合会によって「明大通り」と名付けられた。
和泉キャンパス前の甲州街道は首都高速4号新宿線の建設にあわせて拡幅された。歩道橋（明大前歩道橋）は1日に3万人以上の利用者があり、明大や地元住民、地元商店街の要望により2010年（平成22年）にバリアフリー対応のエレベーターが設置された。

## 和泉球場

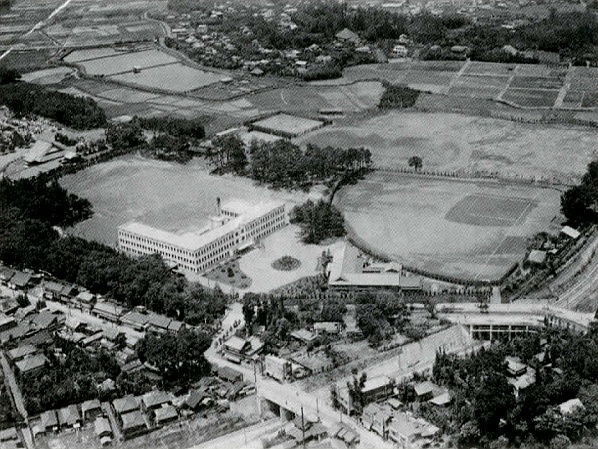
和泉球場（1935年、右側）

1930年（昭和5年）から1960年（昭和35年）まで存在した明治大学野球部のグラウンド。1937年（昭和12年）春から1938年（昭和13年）秋までの六大学リーグ4連覇、「秋山・土井時代」と呼ばれる黄金期は和泉時代の出来事である。また、戦後まもなく神宮球場が占領軍に接収されていた時期には東京六大学野球の公式戦が和泉球場で行われたこともある。
- 明法2回戦（1947年5月10日、明2-0法）
- 慶立決勝戦（1948年5月1日、慶1-2立）
- 法立1回戦（1948年5月22日、法0-1立）
- 慶東決勝戦（1948年10月12日、慶1-0東）

## 明大祭
明大予科の和泉移転を記念して、1934年11月1日から5日間にわたって行われた「予科移転祭兼体育デー」を起源とし、戦前は「予科祭」、戦後は「和泉祭」の名で慣例化されていた。